# Tamborileros de Tabasco
Tamborileros de Tabasco son conjuntos musicales autóctonos típicos del estado mexicano de Tabasco, conformado por un número indefinido de integrantes, los cuales ejecutan dos tipos de instrumento uno de viento: flauta de carrizo y uno de percusión: tambores hechos de madera de cedro, con parche de piel de venado sujetado con bastidor de bejuco y tensado con henequén originalmente, el cual se ha trasformado y modificado en algunas regiones del estado.

## Orígenes

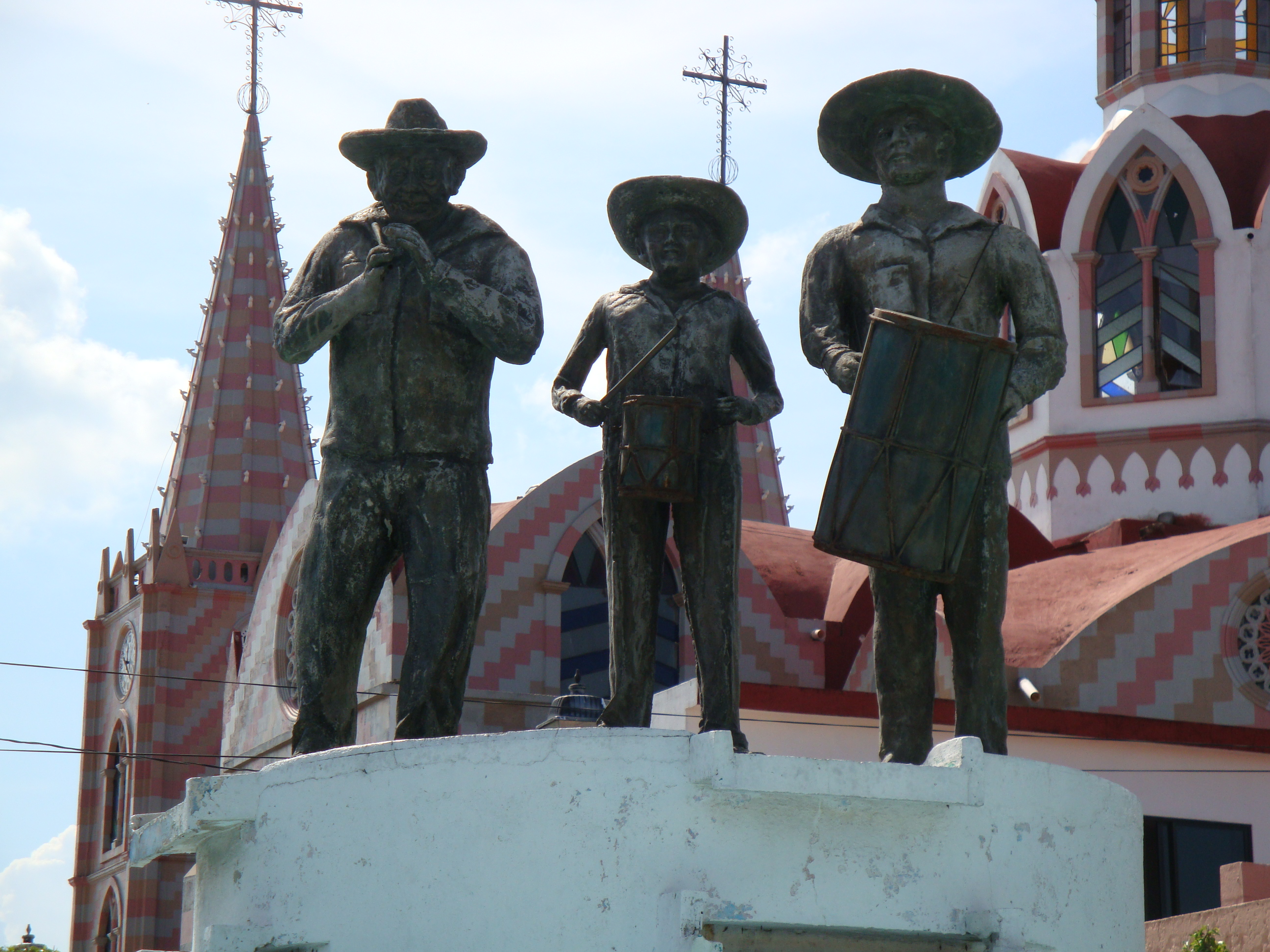
Monumento a los tamborileros de Tabasco, ubicado en la ciudad de Nacajuca

Los orígenes de los tamborileros, son en la época de la conquista española, cuando como esclavos llegaron a Tabasco personas de raza africana los cuales trajeron con ellos, sus costumbres y danzas interpretadas al sonido del tambor; en la región chontal, y principalmente en el municipio de Nacajuca, ya existía la flauta o "flautín" como también se le conoce, aunque el carrizo fue traído por los españoles. El toque era acompañado con instrumentos de percusión, como el “Tunkul” un tronco hueco el cual se golpea con baquetas, conchas de tortuga y posteriormente llegó el tambor, en primera instancia de tres tipos: el más grande "bajo" el sonido más grave del acompañamiento, el pequeño o "reguinto", y el tambor más pequeño o "requinto más pequeño" con un sonído agudo. 
Cada uno con una peculiaridad diferente. Actualmente solo se emplean Bajos y Requintos, como una modificación que se gestó a lo largo de décadas, en busca de mejorar calidad e interpretación. 
Música llena de alegría la cual se transformó y se adaptó a las necesidades de su tiempo.

## Integrantes
Generalmente el número de integrantes en un grupo de tamborileros es variable, ya que es adaptable a las posibilidades y exigencias de cada grupo. Debiendo tener un mínimo de cuatro integrantes, para que se utilice un bajo "tambor Macho", dos requintos "tambor hembra", y una flauta de carrizo "Pájaro". Y tocan en festividades de tipo religioso dentro de la comunidad como lo es la Danza de "Baila Viejo", y tocan sones que realzan la flora, fauna e historia del Eatado. Esta formación de cuatro integrantes es utilizada principalmente en el municipio de Nacajuca. 
Las formaciones utilizadas en el municipio de Centro y en el resto del estado de Tabasco, generalmente involucran más de cuatro Integrantes, y la música que interpretan, va desde danzas, sones, zapateos y actualmente también se interpreta música tropical.

## Instrumentos

### Tambor grave

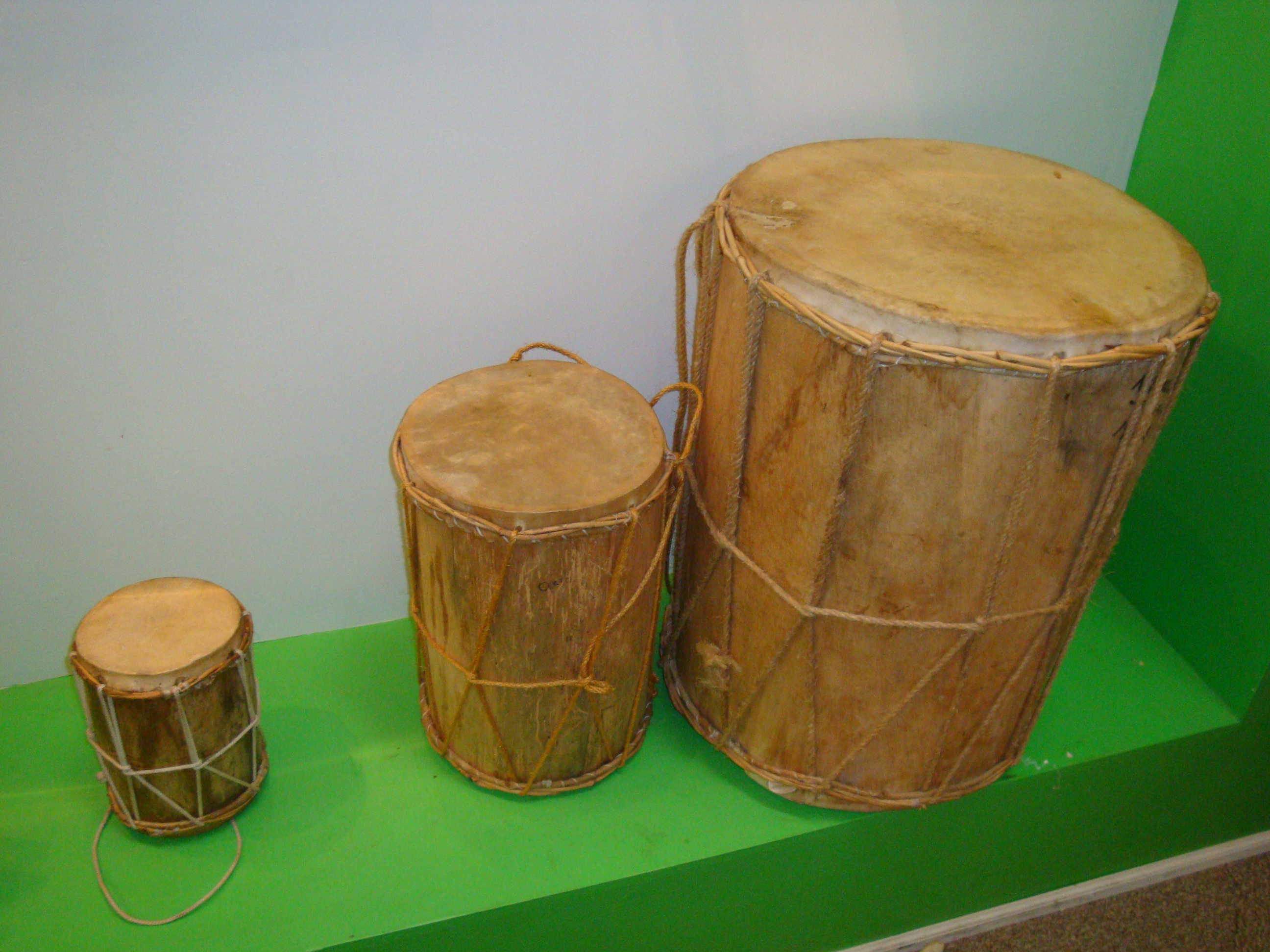
Los tres tambores utilizados por los tamborileros: requintito, chojoben y mashtoson.

Llamado también "hembra" o "maeshtoson", este tambor es el más grande y ofrece una tonalidad grave, es el que marca el compás de la música, es fabricado de un tronco, el cual se escarba hasta obtener las dimensiones necesarias para el tambor. anteriormente los bajos eran de tamaños regulares, no muy grandes, de aproximadamente 70cm largo y 40cm de diámetro, pero en los últimos años se han hecho tambores más grandes para contrastar con la agudeza de los requintos.

### Tambor requinto
Llamado también "macho" o "chojoben", es el tambor más pequeño que se utiliza este lleva el acompañamiento de la melodía, generalmente de aproximadamente 20cm largo y 10cm de diámetro, es el sonido más agudo, su fabricación es originalmente de madera de cedro (tronco hueco), aunque en la actualidad se usa casi cualquier tipo de madera, con tensores de bejuco y tensado con hilo de henequén, parche de piel de venado o borrego que es lo más común. Este tipo de requinto es utilizado generalmente en la zona chontal por contar con un sonido más autóctono para la ejecución de danzas chontales.

### Tambor requinto más pequeño
A finales del siglo XX, surgió un tipo de requinto muy pequeño, el cual es de aproximadamente 12cm de largo y 8cm de diámetro, hecho con madera de cedro, con tensor de cable o bejuco y tensado con hilo de currican, este requinto modificó la música de los tamborileros, ya que su sonido mucho más agudo, resaltaba con mejor calidad la ejecución del tambor grave, es empleado generalmente entre los grupos de la zona de los municipios de Cunduacán y Centro. Este tipo de tambores hacen más estético el sonido de los grupos de tamborileros y es una modificación que ha ido surgiendo al paso de los años.

### Flauta de carrizo
Antiguamente se elaboraba de hueso, barro y carrizo. Las que actualmente conocemos y están en uso son las de carrizo, que se pueden encontrar de dos tipos: la flauta "chul" de los mayas, conocida también como de "boquilla de pluma", fijada con cera, y la flauta "pitu" de los chontales, llamada también de "pico". Las diferencias de ambas es la cantidad de agujeros que poseen además de que la primera es usada en danzas como la "Danza del Pochó", es decir provoca una música melancólica, en cambio la segunda es de sonido alegre y propia para danzas como la "Danza de los pájaros".

## Vestimenta
La vestimenta chontal de tamborilero tradicionalmente está compuesta por pantalón y camisa de manta, morral tejido con hilo de henequén, paliacate rojo, sombrero chontal, y huaraches de piel. Adicionalmente algunos agregan "Bush" y machete enfundado. El origen de esta vestimenta radica en que los tamborileros antiguos eran campesinos.
- Pantalón de Manta

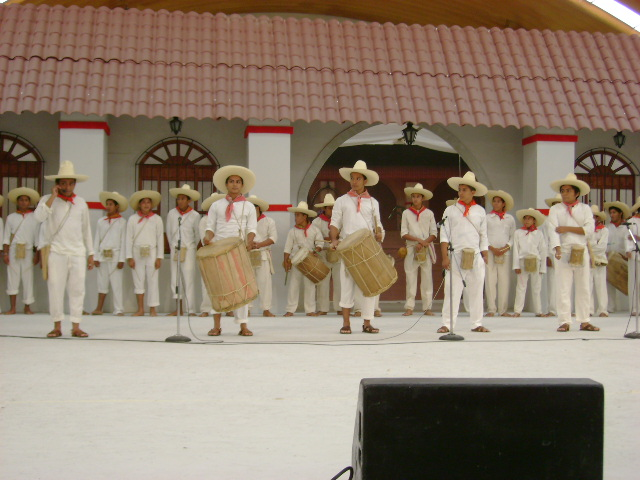
Los tamborileros, grupo autóctono, símbolo de Tabasco.

Como todo campesino indígena en atuendo utilizado era un calzón de manta en forma de pantalón sencillo sin bolsas, sin pinzas y elaborada con tela de manta debido a su precio económico.
- Camisa de Manta

Al igual que el pantalón este atuendo era elaborado de manera sencilla con tela de manta.
- Paliacate Rojo

Este era utilizado para secarse el sudor en la jornada de trabajo y regularmente su posición era sujetada con un amarre sencillo en el cuello.
- Morral

Este era utilizado para guardar sus cosas personales o comida que se llevaba al área de trabajo actualmente es utilizado por los músicos de tamborileros para guardar baquetas y flautas.
- Sombrero Chontal

Este sombrero está elaborado con paja y su tamaño a diferencia del sombrero utilizado por los bailarines del zapateo su tamaño en circunferencia es más grande. Todo esto debido a que era utilizado para cubrirse del sol en la jornada de trabajo del campo.
- Huaraches de Piel

Era el típico calzado de los indígenas humildes y también utilizados para el trabajo de campo.
- "Bush"

Recipiente realizado con un fruto parecido a la jícara, y se utiliza para alojar agua o alguna bebida para el trabajo en el campo, que por lo general es "pozol", bebida típica tabasqueña hecha a base de maíz y cacao.
- Machete enfundado

Este era una herramienta fundamental para el indígena chontal debido a su trabajo en el campo.

## Géneros musicales interpretados
- Danza

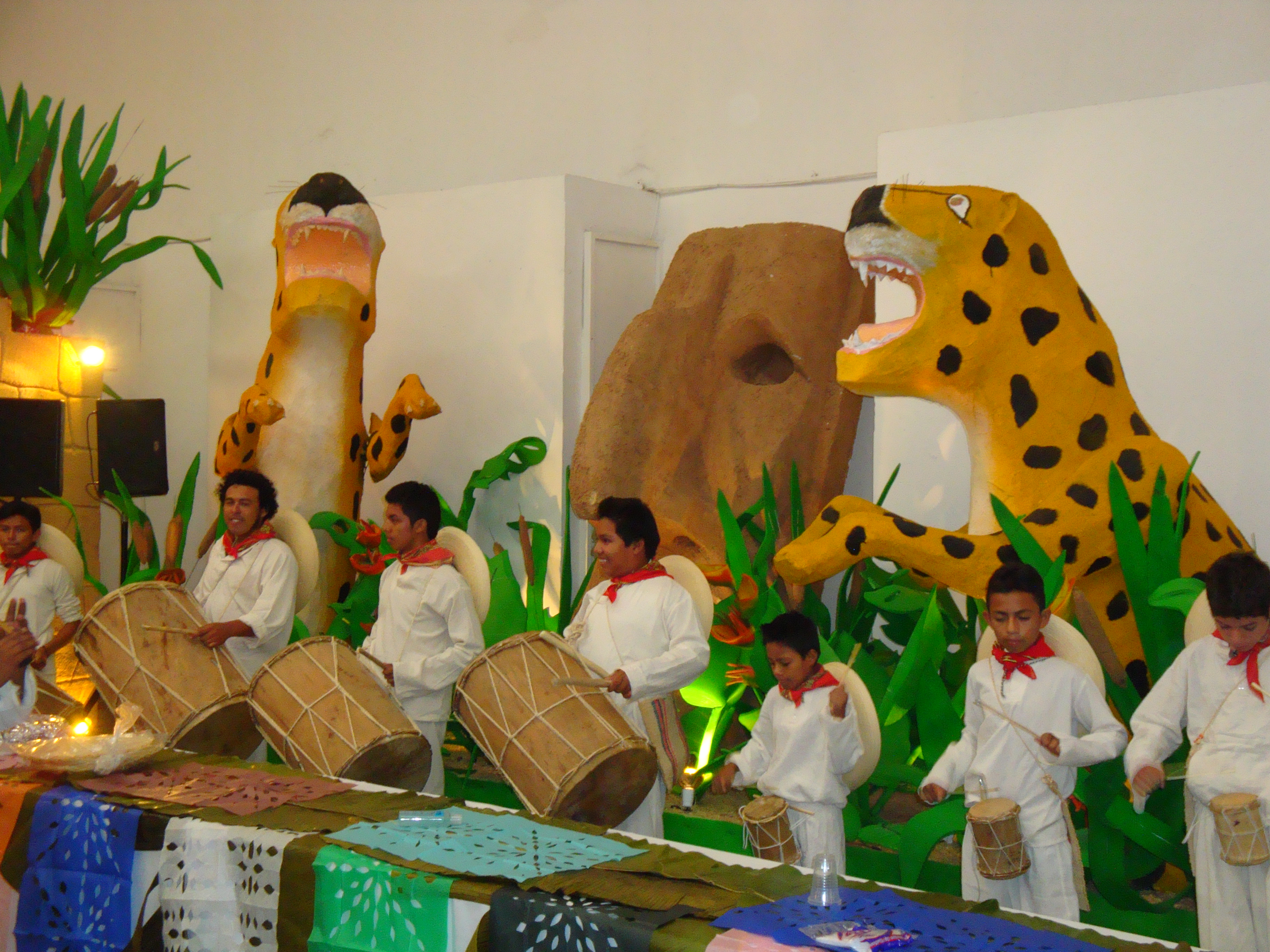
Grupo de tamborileros amenizando un evento de la Feria Tabasco.

Este género es el más auténtico y antiguo en la música de tamborileros, su estilo y secuencia rítmica se identifica por golpes pausados llevando y manteniendo melodías "lentas". Sin embargo, existen variaciones y estilo entre danzas quizás debido a las regiones y al tipo de celebración por el cual fueron creadas. Las que son de mayor presencia son las danzas de las regiones del municipio de Centro y de la Chontalpa, en la "Danza del Caballito" o la "Danzas de Baila Viejo"' respectivamente.
Cabe señalar que originalmente los tamborileros utilizaban este género para festividades religiosas como la "Danza de Baila Viejo" realizada en comunidades del municipio de Nacajuca para celebrar a su santo patrono, o la "Danza del Pochó" realizada en el municipio de Tenosique, la cual es de carácter mítico religioso.
Las danzas más conocidas en Tabasco son: Danza Baila Viejo, Danza del Caballito, Danza del Pocho, Danza de la Pesca de la Sardina, Danza de los Blanquitos, Danza de David y Goliat,y la danza de la siembra o la cosecha.
- Sones

Conocido también como Sones de zapateo es el género derivado en la época de la conquista y mestizaje, corresponde a los fandangos españoles, los cuales van marcados por un compás ternario de 6/8 que engloba un género musical "fiestero". Entre los sones más conocidos están "El torito", "El borrachito", y "Asistoy" entre otros más.
- Zapateo tabasqueño

Este género surge posterior a los "sones", y mantiene una estructura más estética y ordenada a diferencia de estos. El zapateo tabasqueño, es el baile regional del estado de Tabasco, originalmente interpretado por los grupos de marimbas o bandas musicales, fue adaptado por los tamborileros como parte del enriquecimiento del acervo musical. 
En la actualidad existen mucho zapateos interpretados por grupos de tamborileros. Entre los más conocidos quizás podemos citar el zapateo "El Tigre", compuesto por el maestro tabasqueño Antonio de Dios Guarda, en donde se describe a un audaz bailarín de este género musical o "EL Pochitoque Jaguactero".
Los grupos de tamborileros también han hecho su aportación a este género, con zapateos propios creados por maestros "piteros", como: el zapateo "Kun Hua Kan", interpretado por el grupo homónimo del municipio de Cunducan.
- Adaptaciones de otros géneros

Este último género, son adaptaciones de temas tabasqueños a la flauta y el tambor. Canciones como "A Tabasco", "Mercado de Villahermosa", "El canalete", entre otros más, son temas que originalmente provienen del género de la cumbia o tropical, los cuales fueron adaptados, haciendo que la gente los considere como un género de los tamborileros.
Actualmente varias agrupaciones de tamborileros adaptan temas de géneros como cumbia, tropical, salsa, y otros, que aunque no refieren a temas de Tabasco, son interpretados con la finalidad de ampliar el repertorio musical de los grupos de tamborileros de Tabasco.